# Frosinone (provins)
Frosinone är en provins i regionen Lazio i Italien. Frosinone är huvudort i provinsen. Provinsen etablerades 1927 genom en utbrytning ur provinsen Rom.

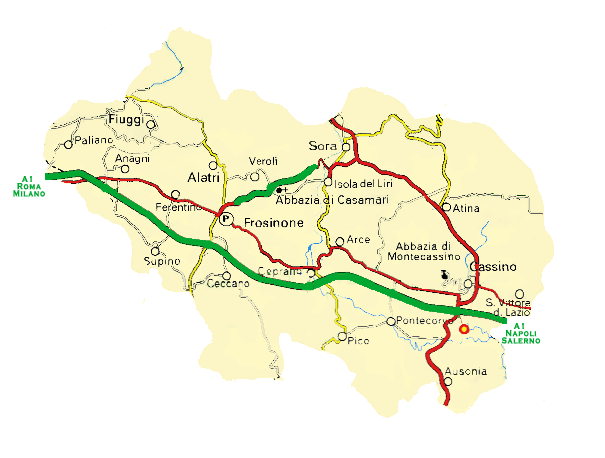
Karta över provinsen

## Administration
Provinsen Frosinone är indelad i 91 comuni (kommuner). All kommuner finns i lista över kommuner i provinsen Frosinone.